# Догарі (Арджеш)
Догарі (рум. Dogari) — село у повіті Арджеш в Румунії. Входить до складу комуни Чомеджешть.
Село розташоване на відстані 135 км на захід від Бухареста, 30 км на захід від Пітешть, 78 км на північний схід від Крайови, 126 км на південний захід від Брашова.

## Населення
За даними перепису населення 2002 року у селі проживали 287 осіб, усі — румуни. Усі жителі села рідною мовою назвали румунську.